# Cecropia goudotiana
Cecropia goudotiana är en nässelväxtart som beskrevs av Trec.. Cecropia goudotiana ingår i släktet Cecropia och familjen nässelväxter. Inga underarter finns listade i Catalogue of Life.